# Once (película)
Once es una película musical irlandesa escrita y dirigida por John Carney. Rodada en Dublín y protagonizada por Glen Hansard (de la banda The Frames) y Markéta Irglová como músicos aficionados. La película obtuvo un premio Óscar a la mejor canción original («Falling Slowly»).

## Reparto
- Glen Hansard como el músico.
- Markéta Irglová como la muchacha.
- Bill Hodnett como el padre del músico.
- Hugh Walsh como Timmy Drummer.
- Gerard Hendrick como Lead Guitarist.
- Alaistair Foley como Bassist.
- Geoff Minogue como Eamon.
- Darren Healy como Heroin Addict.
- Mal Whyte como Bill.
- Niall Cleary como Bob.

## Sinopsis
Guy (Glen Hansard) es un cantautor que interpreta sus canciones por la ciudad de Dublín, mientras sigue trabajando en la tienda familiar. Durante el día, para ganar algún dinero, interpreta conocidos temas, pero por las noches, toca sus propios temas en los que habla de su desengaño amoroso. Su talento no pasa desapercibido a Girl (Marketa Irglova), una inmigrante checa vendedora ambulante de flores. Ella tampoco ha tenido suerte en el amor y, para sentirse un poco mejor, escribe canciones sobre el tema, pero, a diferencia de Glen, nunca las interpreta en público. Guy y Girl coinciden por casualidad haciendo un dueto en una tienda de música.

## Banda sonora
La banda sonora fue publicada el 22 de mayo de 2007 en Estados Unidos y cuatro días después en Irlanda.
Lista de temas

Todas las canciones escritas y compuestas por Glen Hansard, excepto las especificadas. 
| N.º | Título                                                               | Intérprete(s)                    | Duración |  |
| 1.  | «Falling Slowly» (Glen Hansard, Markéta Irglová)                     | Glen Hansard and Markéta Irglová | 4:04     |  |
| 2.  | «If You Want Me» (Irglová)                                           | Irglová and Hansard              | 3:48     |  |
| 3.  | «Broken Hearted Hoover Fixer Sucker Guy»                             | Hansard                          | 0:53     |  |
| 4.  | «When Your Mind's Made Up»                                           | Hansard and Irglová              | 3:41     |  |
| 5.  | «Lies» (Hansard, Irglová)                                            | Hansard and Irglová              | 3:59     |  |
| 6.  | «Gold» (Fergus O'Farrell)                                            | Interference                     | 3:59     |  |
| 7.  | «The Hill» (Irglová)                                                 | Irglová                          | 4:35     |  |
| 8.  | «Fallen from the Sky»                                                | Hansard                          | 3:25     |  |
| 9.  | «Leave»                                                              | Hansard                          | 2:46     |  |
| 10. | «Trying to Pull Myself Away»                                         | Hansard                          | 3:36     |  |
| 11. | «All the Way Down»                                                   | Hansard                          | 2:39     |  |
| 12. | «Once»                                                               | Hansard and Irglová              | 3:39     |  |
| 13. | «Say It to Me Now»                                                   | Hansard                          | 2:35     |  |
| 14. | «And the Healing Has Begun» (Van Morrison, Collector's Edition only) | Hansard                          | 5:19     |  |
| 15. | «Into the Mystic» (Morrison, Collector's Edition only)               | Hansard and Irglová              | 4:21     |  |

### Premios
La canción «Falling Slowly» ganó el premio Óscar a la mejor canción original en el 2008, mientras que la banda sonora recibió una nominación al Grammy.